# A Very Good Young Man
A Very Good Young Man è un film muto del 1919 diretto da Donald Crisp. La sceneggiatura di Walter Woods si basa sull'omonimo lavoro teatrale di Martin Brown e Robert Housum andato in scena al Plymouth Theatre di Broadway il 19 agosto 1918.

## Trama

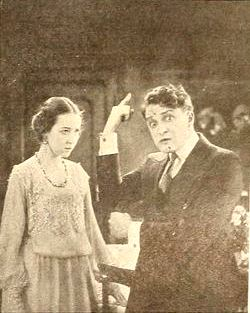
Helene Chadwick e Bryant Washburn

Ruth viene convinta da sua madre che gli uomini sono tutti uguali: prima del matrimonio si comportano in maniera ineccepibile, ma poi, dopo le nozze, corrono la cavallina e trascurano la moglie. Ruth, allora, rifiuta la proposta di LeRoy, il suo innamorato, assistente presso la biblioteca pubblica. LeRoy, accusato di essere troppo per bene, decide di dimostrare il contrario: comincia a corteggiare una serie di ragazze, cerca di farsi passare per ladro e per giocatore d'azzardo. Ma gli va sempre male. La sua natura di bravo ragazzo vince sempre: quando chiama la polizia che fa irruzione in una sala da gioco clandestina perché vuole farsi arrestare, i poliziotti si congratulano con lui per il suo senso civico. LeRoy ammette con Ruth di essere un fallimento come cattivo ragazzo e lei, nonostante questo, promette di sposarlo.

## Produzione
Il film fu prodotto dalla Famous Players-Lasky Corporation.

## Distribuzione
Il copyright del film, richiesto dalla Famous Players-Lasky Corp., fu registrato il 10 giugno 1919 con il numero L13840.

Distribuito dalla Paramount Pictures e dalla Famous Players-Lasky Corporation, il film - presentato da Jesse L. Lasky - uscì nelle sale cinematografiche degli Stati Uniti nel 1919.
Non si conoscono copie ancora esistenti della pellicola che viene considerata presumibilmente perduta.